# Districte de Chitradurga
El districte de Chitradurga (també Chitaldrug, Chitaldroog i Chitrakaldurga) (kannada: ಚಿತ್ರದುರ್ಗ) és una divisió administrativa de l'estat de Karnataka amb capital a la ciutat de Chitradurga o Chitrakaldurga.

## Geografia i administració
El districte està situat a la vall del Vedavati, amb el riu Tungabhadra al nord-oest. La població (2001) era d'1.517.896 habitants i la superfície de 8.440 km².
El districte de Davanagere en fou anteriorment part. Actualment està dividit en sis talukes:
- Challakere
- Chitradurga
- Hiriyur
- Hosadurga
- Holalkere
- Molakalmuru

## Història
S'han trobat edictes d'Asoka al districte que demostraria que el nord del districte almenys fou inclòs a l'imperi Maurya al segle iii aC. Al segle II governaven la zona els andhres o satavahanes segons monedes que s'han trobat; els van seguir els kadambes, que van esdevenir vassalls dels chalukyes; després els pallaves o nonambes o nolambes (del que deriva Nolambavadi o Nonambavadi, nom de la regió nord i nord-est del districte) i una de les 32 províncies, amb capital a Penjeru o Henjeru (moderna Hemavati al districte d'Anantapur). Als segles xi i xii els pandyes de Uchchangi governaven Nolambavadi, i els van seguir els hoysales; a final del segle xiii els sennes o yadaves de Deogiri van obtenir algunes victòries i es van establir temporalment al nord-oest del districte amb seu a Beltur o Bettur, prop de Davangere. Quan els hoysala es van recuperar van establir la capital provincial a Bemmattanakallu, moderna Chitradurga. Al segle xiv sennes i hoysales van ser eliminats per les invasions musulmanes i va sorgir el regne de Vijayanagar.

## Naik de Chitrarduga
Al començament del segle xvi va sorgir un estat vassall de Vijayanagar amb capital a Chitradurga: Timmana Nayaka fou nomenat virrei de la regió per la seva excel·lència en l'activitat militar; el va succeir el seu fill Obana Nayaka conegut com a Madakari Nayaka (1588), i a aquest el seu fill Kasturi Rangappa (1602). Va morir sense fills i el va succeir el seu fill adoptiu, però al cap de pocs mesos fou assassinat pels dalavayis locals. Després va governar Mayari Nayaka II al que el 1676 va succeir el seu germà Chikkanna Nayaka (1676) i a la seva mort va pujar un altre germà que es va fer dir Madakari Nayaka III (1686) però no fou acceptat pels dalawayis locals i així un parent llunyà, Bharamappa Nayaka, es va poder proclamar rei el 1689; fou el darrer gran rei. Els posteriors sobirans van governar per períodes breus i sovint malament. Entre els reis cal destacar a Hiri Madakari Nayaka IV (1721), Kasturi Rangappa Nayaka II (1748) i Madakari Nayaka V (1758).

## Mysore
Va subsistir fins que el 1779 fou conquerit per Haydar Ali que ja havia assetjat la fortalesa algunes vegades més en anys anteriors; la família reial foren enviats presoners a Seringapatam, junt amb 20000 habitants que foren deportats per repoblar l'illa de Seringapatam. El palegar (estat vassall) de Nidugal va ser conquerit per Haidar Ali quasi al mateix temps però la família va conservar in petit poder local fins a la seva supressió el 1792 per Tipu Sultan; segons la tradició la família reial de Nidugal descendia d'un rajput emigrat que havia obtingut una donació de terres del rei de Vijayanagar al segle xvi i s'havien establert inicialment a la plana, però en foren expulsats pel nawab musulmà de Sira establint-se llavors a Nidugal. Un altre regne amb capital a Hatti (moderna Nayakanhatti), va existir pel mateix temps (segle xvi) regit per la família Nayakhanhatti, i va adquirir Molakalmuru de Rayadurga, però va acabar incorporat al de Chitradurga. Un tercer regne destacat fou el creat per la família Harati a l'entorn de Dodderi, a la part oriental del districte, que fou conquerit pel sultanat de Bijapur al segle xvii, subsistint després a Nidugal fins que foren conquerits per Tipu Sultan el 1784.
Durant el segle xviii es van produir diversos atacs marathes i el país es va despoblar. També fou molt afectat per la rebel·lió de 1830. Entre 1831 i 1881 el país va estar sota administració britànica i es va organitzar el districte però no sota sobirania britànica sinó dins de l'estat natiu de Mysore; aquesta divisió administrativa va seguir funcionant quan el principat de Mysore fou restaurat el 1881.

## Superfície, població i divisió administrativa
El districte tenia 12.616 km² el 1881 que eren 10.416 km² el 1901. La capital era Chitradurga. La població era:
- 1871: 435.553
- 1881: 310.511
- 1891: 413.984
- 1901: 498.795

Estava dividit en dos subdivisions (creades el 1903, no existien abans) i vuit talukes:
- Davangere
  - Chitaldroog
  - Davangere
  - Hosdurga (sub taluka de Holalkere fins al 1901)
  - Holalkere
  - Jagalur
- Chitaldroog 
  - Molakalmuru
  - Challakere
  - Hiriyur

El 1903 hi havia 9 municipalitats: Chitaldroog, Davangere, Harihar, Hosdurga, Holalkere, Challakere, Hiriyur, Jagalur i Molakalmuru.
La taluka de Chitraldoog tenia una superfície de 1375 km² i una població (1901) de 83.205 habitants, amb dues ciutats: la capital Chitaldroog (població: 5.792), i Turuvanur (5.035) i 187 pobles.